# Wiler (Lötschen)
Wiler (Lötschen) is een gemeente en plaats in het Lötschental, in Zwitserse kanton Wallis, en maakt deel uit van het district Westlich Raron.
Wiler (Lötschen) telt 582 inwoners.

## Geboren
- Beat Rieder (1963-), Zwitsers politicus